# Dębnica (Dziwigórz)
Dębnica – część wsi Dziwigórz w Polsce położona w województwie dolnośląskim, w powiecie średzkim, w gminie Udanin.